# Кенийско-саудовские отношения
Кенийско-саудовские отношения — двусторонние дипломатические отношения между Кенией и  Саудовской Аравией.

## История
У Саудовской Аравией хорошие отношения с Кенией. Президент Даниэль Арап Мой посетил Саудовскую Аравию в 1979 и 1983 годах. Министр иностранных дел Чирау Али Мваквере посетил Саудовскую Аравию в 2005 году. Президент Мваи Кибаки также посетил Саудовскую Аравию в 2012 году.
Кения стремится увеличить продажи чая и увеличить число саудовских туристов в Кении.

## Сотрудничество в области развития
Саудовская Аравия, используя Саудовский фонд развития, финансировала несколько проектов развития в Кении. 
Некоторые из них: водоснабжение в Найроби (55,84 млн саудовских риалов), шоссе Кения—Южный Судан (34,59 млн с.р.), шоссе Тика—Гарисса—Либой (55,84 млн с.р.), канализация Момбаса (45,95 млн с.р.), ГЭС в Киамбере (39,96 млн с.р.), поддержка сельского хозяйства (15 млн с.р.) и водопроводная сеть в Гариссе (31,41 млн с.р.).
В 2011 году Саудовская Аравия одобрила предоставление Кении кредита в размере 1,6 млрд кенийских шиллингов. На строительство 146-километровой дороги Нуно-Мадо Гаши, которая будет проходить между городами Гарисса и Мандера. Саудовская Аравия также одобрила кредит в размере 1,2 млрд к.ш. на финансирование пяти энергетических проектов.
Саудовская Аравия также принимает около 20 000 кенийских профессиональных и домашних работников.

## Торговля
В 2014 году импорт из Саудовской Аравии в Кению составлял 28,22 миллиарда кенийских шиллингов (265 миллиардов евро).
В 2013 году импорт из Саудовской Аравии в Кению составлял 64 миллиарда кенийских шиллингов (603 миллиона евро). Суммарный товарооборот между двумя странами составлял 68 миллиардов кенийских шиллингов (636 миллионов евро). Этот товарооборот сделал Саудовскую Аравию 9-м крупнейшим торговым партнером Кении.

## Дипломатические миссии
- Посольство Саудовской Аравии в Найроби

Он расположен по адресу: Muthaiga Road
- Посольство Кении в Эр-Рияде

## Внешние ссылки
- Посольство Кении в Найроби
- Посольство Кении в Эр-Рияде